# شورای قسطنطنیه (۳۶۰)
شورای قسطنطنیه (انگلیسی: Council of Constantinople) شورایی بود که در سال ۳۵۹، امپراتور روم کنستانتیوس دوم از اسقف‌های شرقی و غربی برای حل اختلاف در شورای سلوکیه، در قسطنطنیه درخواست کرد. به گفته سقراط بیزانسی، تنها حدود ۵۰ نفر از اسقف‌های شرقی و تعداد نامشخصی از اسقف‌های غربی در این مراسم حضور داشتند.